# فرودگاه ایتبایات
فرودگاه ایتبایات (به انگلیسی: Itbayat Airport) (به زبان بومی: Paliparan ng Itbayat) یک فرودگاه همگانی با کد یاتا ITB است . این فرودگاه در کشور فیلیپین قرار دارد و در ارتفاع ۱۰۰ متری از سطح دریا واقع شده‌است.